# Olivier Koundouno
Olivier Koundouno né à Paris, il est un violoncelliste, bassiste et claviériste franco-guinéen.

## Biographie
Il naît à Paris, d’un père guinéen de l'ethnie kissi et d’une mère française. Dès l’âge de 11 ans, il est influencé par la Symphonie no 4 de Beethoven.

## Études
De formation classique, il étudie au Conservatoire à rayonnement régional de Paris puis au conservatoire à Rayonnement Départemental de Bourg-la-Reine en 2001. Il participe  parallèlement aux formations de musique improvisées, de rock, la base électrique et de violoncelle. Diplômé du son au conservatoire à rayonnement régional de Boulogne-Billancourt puis un DEUST en communication audiovisuelle à la faculté de l'Université Paris-Nanterre.
Il aborde le violoncelle et obtient son prix de violoncelle dans la classe d’Etienne Cardoze et son diplôme d’enseignement (DE)[Où ?].
Connu pour son rôle de violoncelliste au Jazz à la Villette 2012, il accompagne des chanteuse comme Emily Loizeau. En classique, il a tourné avec l'ensemble Alma Viva du guitariste argentin Pablo Marquez, le Firebyrds String Quartet, et l'Opéra du Rhin.
Arrangeur et directeur musicale de la tournée gospel symphonique expérience du rappeur Youssoupha.
Enseignant de violoncelle à l'école nationale de musique de Bourg-la-Reine et pendant 5 ans, professeur au CRD de Bourg-la-Reine, parallèlement, il multiplie les rencontres musicales avec des violoncelliste comme Vincent Segal qui l’encourage à assumer l’éclectisme : il devient alors membre de l’ensemble Alma Viva du guitariste classique Pablo Marquez et tourne en duo avec le chanteur Hugh Coltman. Par la suite, il joue pour l’Opéra national du Rhin et son Ballet une version encensée par la critique d’un opéra de Piazzolla et accompagne le rappeur Youssoupha dans une tournée en trio acoustique.
Au cinéma il a écrit des musiques pour Luc Jacquet (il était une forêt), Samuel Collardey (Comme un Lion), Pierre-François Martin- Laval (King Guillaume).

## Discographie
Il accompagne la chanteuse, en jazz, il a joué avec Misja Fitzgerald Michel, Issam Krimi, Sylvain Rifflet, Cécilia Bertolini, Farmers. Il s’essaye à la pop avec Cocoon et Stephan Eicher. Dans la foulé, il collabore avec l'artiste Nosfell, il enregistrer avec des chefs indiens de la Nouvelle-Orléans pour le groupe Nola is Calling,.